# 馬克西姆·博謝
馬克西姆·博謝（英語：Maxime Bôcher，1867年8月28日—1918年9月12日）是一位美国数学家，发表了约100篇关于微分方程、级数和代数的论文。他还編著了《三角学》和《解析几何》等數学入門課本 。博謝定理、博謝方程和博謝紀念獎皆以他的名字冠名。
博謝（Bôcher）出生于马萨诸塞州的波士顿。他的父母是Caroline Little和FerdinandBôcher 。马克西姆出生時，他的父亲任教於麻省理工学院，教授现代语言，而後在1872年轉任至哈佛大学，成為法語教授。
博謝在家裡接受了父母的良好教育，也在麻州的數間公立與私立學校學習。博謝於1883年從劍橋拉丁文學校畢業。而後進入哈佛大學就讀，於1888年畢業。在哈佛學習的期間，他涉猎广泛，研究过諸如數學、拉丁文、化學、哲學、動物學、地理學、地質學、氣象學、羅馬文化，以及音樂等学科。
博謝獲得过不少著名的獎學金，这讓他得以到歐洲遊學研究。在當時，德國哥廷根大學是世界上的數學研究中心之一，博謝便进入哥廷根大学师从费利克斯·克莱因、Arthur Moritz Schoenflies、赫尔曼·阿曼杜斯·施瓦茨、Issai Schur以及Woldemar Voigt這些數學家。在克萊因的鼓勵下，博謝以勢函數為研究方向，並在1891年以《論勢函數的級數展開》（德文：Über die Reihenentwicklungen der Potentialtheorie；英文：On the Development of the Potential Function into Series）這份論文獲得博士學位，並因此得到哥廷根大學的獎学金。
博謝在哥廷根認識了未來的妻子Marie Niemann，而後兩人在1891年結褵。他們育有三子，分別為Helen, Esther 與Frederick。博謝帶著妻子一同回到劍橋，並應聘哈佛的講師職位。在1894年，博謝因其出色的研究工作，被拔擢為助理教授，然後在1904年升等成為了正教授。博謝又在1908年至1910年间擔任了美國數學會的主席。
年纪轻轻时他的健康狀況就不甚理想。久病纏身後，他於劍橋的家中離世，享年僅51歲。

## 博謝定理
博謝定理是說，設r(z)是一個不為常數值的有理函數，其導函數r'(z)的有限個零點中，凡是不為r(z)的多重零點者，都會落在一個力場的平衡位置中，此力場的源點，是由落在{\displaystyle r(z)}的零點的正質量粒子、與落在{\displaystyle r(z)}的極點的負質量粒子所組成，每個粒子的質量數值等同於本身的代數重數，且所產生的斥力大小等於質量除以距離。 

## 博謝方程
博謝方程是二阶常微分方程，形如：
{\displaystyle y''+{\frac {1}{2}}\left[{\frac {m_{1}}{x-a_{1}}}+\cdots +{\frac {m_{n-1}}{x-a_{n-1}}}\right]y'+{\frac {1}{4}}\left[{\frac {A_{0}+A_{1}x+\cdots +A_{\ell }x^{\ell }}{(x-a_{1})_{1}^{m}(x-a_{2})_{2}^{m}\cdots (x-a_{n-1})_{n-1}^{m}}}\right]y=0.}

## 博謝纪念奖
美国数学学会每五年颁发一次博謝纪念奖，表彰對象為發表於一流的北美數學期刊的傑出分析學論文。
获奖者包括詹姆斯·W·亚历山大二世（1928年），埃里克·邓普（1924年），乔治·伯克霍夫（1923年），保罗·科恩（1964年），所罗门·莱夫谢茨（1924年），马斯顿·莫尔斯和诺伯特·维纳（1933年），和约翰·冯·诺依曼（ John von Neumann ，1938年）。

## 著作
- 1894: Ueber die Reihenentwicklungen der Potentialtheorie via Internet Archive
- 1900: "Randwertaufgaben bei Gewöhnlich Differentialgleichung", Encyclopädie der mathematischen Wissenschaften Band 2–1–1.
- 1907: (with E.P.R.DuVal) Introduction to Higher Algebra （页面存档备份，存于） via HathiTrust
- 1909: Introduction to the study of Integral Equations via Internet Archive
- 1917: Leçons sur les méthodes de Sturm dans la théorie des équations différentielles linéaires et leurs développements modernes via Internet Archive.

博謝同時擔任了《数学年刊》與美國數學會旗下的《Transactions of the American Mathematical Society》這兩本期刊的編輯。